# Vila Nova de Monsarros
Vila Nova de Monsarros ist ein Ort und eine Gemeinde in der Mittelregion von Portugal.

## Geschichte
Viele Menschen hatten sich mit Anrücken der arabischen Mauren in die umliegenden bergigen Gebiete zurückgezogen. Im Verlauf der Reconquista siedelten sie sich wieder in den zurückeroberten Gebieten an. Das heutige Gemeindegebiet gehörte dabei zum Kloster von Vacariça. Erstmals erwähnt wird eine Ortschaft namens Monsarros im Jahr 1006.
Am 9. Dezember 1514 gab König D. Manuel Monsarros Stadtrechte und machte es zum Sitz eines eigenen Kreises. Seither trägt der Ort den Titel einer Kleinstadt (Vila).
Im Zuge der Verwaltungsreformen nach der Liberalen Revolution 1822 wurde der Kreis 1836 aufgelöst. Seit 1837 ist Vila Nova de Monsarros eine Gemeinde des Kreises Anadia.

## Verwaltung
Vila Nova de Monsarros ist eine Gemeinde (Freguesia) im Kreis (Concelho) von Anadia im Distrikt Aveiro. In der Gemeinde leben 1545 Einwohner (Stand 19. April 2021).
Folgende Ortschaften liegen in der Gemeinde:
- Algeriz
- Grada
- Monsarros
- Poço
- Parada